# Patrick Krenn
Patrick Krenn (* 15. Juni 1994 in Wagna) ist ein österreichischer Fußballtorwart.

## Karriere
Krenn begann seine Karriere beim SV Kaindorf/Sulm. Im September 2003 kam er in die Jugend des SV Gralla. Zur Saison 2007/08 wechselte er zum SV Tillmitsch. Im November 2009 kam er erstmals für die erste Mannschaft von Tillmitsch in der sechstklassigen Unterliga zum Einsatz. In zwei Jahren in der Kampfmannschaft des Vereins absolvierte er 41 Unterligaspiele, 2011 stieg er mit dem Verein in die Gebietsliga ab.
Daraufhin wechselte er zur Saison 2011/12 zum sechstklassigen USV Gabersdorf. Für Gabersdorf absolvierte er in jener Saison zwölf Spiele. Zur Saison 2012/13 wechselte er zum fünftklassigen USV Mettersdorf, für den er in jener Spielzeit zu sechs Einsätzen kam.
Nach einer Saison bei Mettesdorf schloss er sich im Sommer 2013 dem viertklassigen Deutschlandsberger SC an. Sein erstes Spiel in der Landesliga absolvierte er im August 2013 gegen den SV Wildon. In zwei Saisonen beim DSC kam er zu 37 Landesligaeinsätzen. Nach dem Aufstieg in die Regionalliga 2015 wechselte er zum viertklassigen SV Lebring. In vier Jahren bei Lebring absolvierte er 70 Spiele in der Landesliga.
Zur Saison 2019/20 wechselte Krenn zum Zweitligisten Kapfenberger SV, bei dem er einen bis Juni 2020 laufenden Vertrag erhielt. Sein Debüt in der 2. Liga gab er im August 2019, als er am zweiten Spieltag jener Saison gegen den SV Lafnitz in der Startelf stand. Nach der Saison 2019/20 verließ er die Steirer. Nach einer Spielzeit ohne Verein kehrte er zur Saison 2021/22 wieder nach Kapfenberg zurück. Während seines zweiten Engagements kam er zu 16 Zweitligaeinsätzen.
Im Jänner 2023 kehrte Krenn zum mittlerweile fünftklassigen Tillmitsch zurück.